# Marie Luisa z Aspremontu
Marie Luisa, hraběnka z Aspremont-Lyndenu (francouzsky Marie Louise, comtesse d'Aspremont-Lynden, * 1651 nebo 1652 – 23. října 1692, Madrid) byla belgická šlechtična z rodu Aspremontů, jako manželka lotrinského vévody Karla IV. byla lotrinskou vévodkyní.

## Život
Byla dcerou Karla II., hraběte z Aspremont-Lynden (1590-1671) a jeho manželky Marie Františky z Mailly (1625-1702). 

### Manželství a potomstvo
Dne 4. listopadu 1665 se provdala za lotrinského vévodu Karla IV., který byl o 47 let starší než ona. Z tohoto manželství se nenarodily žádné děti.
V roce 1679 se jako vdova provdala za rakouského maršála hraběte Jindřicha Františka z Mansfeldu, knížete z Fondi, se kterým měla dvě dcery:
- hraběnka Marie Anna Eleonora z Mansfeldu, kněžna z Fondi (1680-1724), ∞ I. za Viléma Florentina, hraběze ze Salmu (1670-1707); měli děti, II. za hraběte Karla Colonnu z Felsu († 1713); bez dětí, III. za hraběte Adama Antonína Siegfrieda z Auerspergu (1676-1739); měli děti.
- hraběnka Marie Eleonora z Mansfeldu (1682-1747), provdaná za prince Karla Františka Antonína z Mansfeld-Bornstedtu (1678-1717); měli děti